# Список замков Стерлинга
Ниже представлен список замков в округе Стерлинг, Шотландия.
| Название                                       | Тип                                 | Дата постройки         | Состояние    | Изображение | Владение                           | Примечания |
| ---------------------------------------------- | ----------------------------------- | ---------------------- | ------------ | ----------- | ---------------------------------- | --- |
| Замок Эйртрей (англ. Airthrey Castle)          | особняк в стиле шотландских баронов | 1790-е                 | сохранился   |             | Стерлингский университет           | Изначально земли клана Грэм. Во владении Хоупов из Хоуптоуна (1678—1706); Дандасов из Манора (1706—1759); Холдейнов из Глениглса и Плена (1759—1798); Роберта Эберкромби и баронов Эберкромби (1798—1889); и Грэмов из Глазго (1889—1947). С 1960-х годов кампус Стерлингского университета.                                                                  |
| Замок Балликинрейн (англ. Ballikinrain Castle) | особняк в стиле шотландских баронов | 1868                   | сохранился   |             | Церковь Шотландии                  | Построен Дэвидом Брайсом для сэра Арчибальда Орр-Юинга (1818—1893). Сгорел в 1913 году; восстановлен. Позже школа-интернат для мальчиков на попечении Церкви Шотландии; закрылась в 2021 году. |
| Замок Бьюкенен (англ. Buchanan Castle)         | особняк в стиле шотландских баронов | 1852—1858              | руины        |             | Герцог Монтроз                     | До конца XVII века земли клана Бьюкенен, затем — клана Грэм. Построен 4-м герцогом Монтроз. Обитаем до 1925 года; крыша удалена в 1954 году. |
| Замок Крейгенд (англ. Craigend Castle)         | особняк в стиле шотландских баронов | 1816                   | руины        |             | Заповедник Магдок                  | Часть баронии Магдок. Продан в середине XVII века. Включает элементы балее раннего здания. В 1851 году продан сэру Эндрю Бьюкенену, 1-му баронету. Продан в середине XX века; ныне на территории парка. |
| Замок Кулькрейх (англ. Culcreuch Castle)       | рыцарская башня                     | 1296                   | сохранился   |             | частная собственность              | В 1320—1624 годах родовое гнездо клана Гэлбрейт. В 1632 году куплен Робертом Непером, младшим сыном Джона Непера; снова продан в 1796 году. Много раз менял владельцев, с 1984 года гостиница. |
| Замок Далнаир (англ. Dalnair Castle)           | особняк в стиле шотландских баронов | ок. 1884               | сохранился   |             | частная собственность              | В 1917 году в особняке был пожар. С 1940-х по 2000-е годы дом престарелых. Ныне разделён на частные апартаменты. |
| Замок Дун (англ. Doune Castle)                 | замок                               | ок. 1400               | сохранился   |             | Агентство «Историческая Шотландия» | Построен Робертом Стюартом, 1-м герцогом Олбани. В 1425 году перешёл Короне. В нём жили вдовы шотландских монархов: Мария Гелдернская, Маргарита Датская и Маргарита Тюдор. Играл важную роль во время Гражданской войны в Шотландии; Протектората Кромвеля; и Восстания якобитов 1689, 1715 и 1745 годов. Передан государству 20-м графом Морей в 1984 году. |
| Замок Эдинампл (англ. Edinample Castle)        | рыцарская башня                     | ок. 1584               | восстановлен |             | частная собственность              | Построен Кэмпбеллами из Гленорхи. К 1960-м годам пришёл в упадок. Восстановлен в 1968—1998 годах, пристройки, добавленные на протяжении веков, снесены. Частная резиденция. |
| Замок Магдок (англ. Mugdock Castle)            | замок                               | вторая половина XIV в. | руины        |             | Совет округа Стерлинг              | Родовое гнездо клана Грэм, в 1505 году получившими титул герцогов Монтроз. Разрушен в 1641 году; позже восстановлен. В 1945 году куплен Хью Фрейзером, 1-м бароном Фрейзер из Алландера. Передан государству его сыном в 1981 году. |
| Замок Плин (англ. Plean Castle)                | рыцарская башня                     | середина XV в.         | восстановлен |             | частная собственность              | Построен Уильямом Сомервиллем, 2-м лордом Сомервилль (ум. 1456). В 1528 году пристроен «особняк». Несколько раз менял владельцев, пришёл в упадок. Отреставрирован в 1908 году, затем заброшен. Восстановлен в 1991—1997 годах. Частная резиденция. |
| Замок Раски (англ. Rusky Castle)               | укреплённый особняк                 | неизвестно             | затоплен     |             |                                    | Некогда принадлежал Джону Ментейту. Островок с руинами на Лох-Раски затоплен. |
| Замок Стерлинг (англ. Stirling Castle)         | замок                               | начало XII в.          | перестроен   |             | Агентство «Историческая Шотландия» | Сохранившиеся сооружения в основном построены между 1490 и 1600 годами. Место коронации Марии Стюарт в 1542 году. Осаждался как минимум 8 раз, последний — в 1746 году Карлом Эдуардом Стюартом. Достопримечательность и полковой музей Аргайл-сатерлендского хайлендского полка.                                                                             |